# Улица Генерала Колесника
Улица Генерала Колесника — улица на северо-западе Москвы в Хорошёвском районе Северного административного округа между Хорошёвским шоссе и улицей Полины Осипенко.

## Происхождение названия
Проектируемый проезд № 5487 получил название улица Генерала Колесника в июне 2017 года. Проезд назван в честь Героя Советского Союза Василия Васильевича Колесника (1935—2002), который был командиром отдельного батальона специального назначения Ограниченного контингента советских войск в Афганистане. Название дано по предложению Главного управления Генерального штаба Вооружённых Сил Российской Федерации.

## Описание
Улица начинается от Хорошёвского шоссе напротив 4-й Магистральной вместе с улицей Генерала Ивашутина, проходит на северо-восток до улицы Полины Осипенко.